# Piet Chielens
Piet Chielens (Reningelst, 1956) was coördinator van het In Flanders Fields Museum te Ieper van 1996 tot 2021.
Chielens was gedurende een dertigtal jaren zelfstandig bankbediende, maar als jongen uit de streek van Ieper en de Westhoek, had hij van kindsbeen af aan een grote interesse voor de Eerste Wereldoorlog en alles wat deze oorlog tot gevolg had. Reeds in 1992 organiseerde hij vredesconcerten te Passendale. Hij schreef onder andere in dit verband 'Poproute, fietsen achter het front' (1995). 
Samen met zijn broer Wim Chielens schreef hij het jaar daarop 'De Troost van Schoonheid, de literaire Salient, Ieper 1914-1918', waarin zij de literaire gevolgen van de oorlog op de Engelse literatuur bespreken.

## In Europa

#### Drijfveren
Tijdens de videoreportages gebaseerd op het boek In Europa van Geert Mak, geeft Piet Chielens meer uitleg over zijn drijfveren. Hij vertelt dat hij eigenlijk geboren is op de grootste begraafplaats van Europa, en hoe hij daar nu toch probeert een zin aan te geven. Volgens hem gaat het dan ook niet louter over het verzamelen van historische informatie, maar ook om wat je met die historische informatie doet.

#### Inzet van gassen
Hij heeft het in de videoreportages over de inzet van gassen in de Eerste Wereldoorlog, zoals mosterdgas. De meeste mensen denken namelijk verkeerd dat het enkel de Duitsers zijn die gassen hebben ingezet. Het waren inderdaad de Duitsers die het gas voor de eerste maal hebben ingezet, echter waren het de geallieerden die het veel meer hebben ingezet, dat vooral dankzij de gunstige positie van de wind.

#### Soldatenkerkhoven
Hij neemt de kijker ook mee naar een soldatenkerkhof, die hij omschrijft als een "zee van dood". In de Eerste Wereldoorlog was recht tegenover het kerkhof een Casualty Clearing Station. De soldaten die stierven, werden begraven op dit soldatenkerkhof. Hij toont aan hoe je de kalender van de oorlog kan volgen, en zelfs de grootste slagen kan terugvinden, wanneer de chronologie van de kalender langs verschillende kanten vertrekt door het grote aantal slachtoffers. 
Ook stelt hij dat de verschillende naties nadien de graven opnieuw gaan ordenen, om zo het heroïsche beter in het daglicht te plaatsen, en de smerige oorlog van elke dag sterven te doen vergeten. 

#### Executiepaal Britse leger
De laatste executiepaal die het Britse leger gebruikte staat nu opgesteld op de binnenkoer van het gemeentehuis van Poperinge, waarmee Piet Chielens wil aanduiden hoe het leger optrad tegen mensen die psychisch problemen kregen door het meevechten in de Eerste Wereldoorlog. Het leger trad enkel disciplinair op tegen deze mensen, die beschouwd werden als lafaards. De strengste straf hiervoor was dat de soldaat werd geëxecuteerd, om als voorbeeld te dienen voor andere soldaten.
- Bibsys: 14019347
- Bibliothèque nationale de France: cb162340378 (data)
- Digitale Bibliotheek voor de Nederlandse Letteren: chie004
- Gemeinsame Normdatei: 140326332
- International Standard Name Identifier: 0000 0000 8171 7644
- Library of Congress Control Number: n97083708
- MusicBrainz: cd9df706-19da-4615-b984-1fd782c68e79
- Nationale Bibliotheek van Tsjechië: jo2014833303
- Nederlandse Thesaurus van Auteursnamen: 153764511
- Système universitaire de documentation: 143384945
- Virtual International Authority File: 103854276
- WorldCat: E39PBJfmk3GkFqQCBDVX6qk4bd